# Deportivo Kansas
Deportivo Kansas fue un club peruano de fútbol sala que jugó en la División de Honor hasta 2006. Fue subcampeón de la División de Honor en 2003 y campeón en 2004 y 2006. Su máximo logro es haber sido campeón de la Copa Merconorte de Futsal de 2004 y haber sido subcampeón de la Copa Libertadores de fútbol sala de ese mismo año. Su participación internacional sigue siendo la más exitosa para un club peruano.

## Historia
| Deportivo Kansas Campeón Copa Merconorte 2005 1.er título. |
| Plantel campeón                                            |
| Edson Cáceres (Portero)                                    |
| Juan Carlos Soto (10 goles)                                |
| Ángel Guerrero                                             |
| Freddy Espinoza Grados                                     |
| Iván Ubillús                                               |
| Luis Becerra                                               |
| Marco Arraya                                               |
| Eddy Santoyo                                               |
| Fernando Alvarado                                          |
| Miguel Leiva                                               |
| Jorge Palomares                                            |
| Oscar Nalvarte                                             |
| Antonio Bayona                                             |
| Rafael Altatorre                                           |
| Jhunior Anaya Malca                                        |
| Entrenador: Moisés Nivin (periódico) Ernesto Carpo (rsssf) |

La fecha de creación del club es desconocida. La referencia más lejana que se tiene es la de su participación en la División Superior —hoy 
División de Honor— de 2003. En esa temporada fue subcampeón luego perder la final frente a Deportivo La Sonora. El subcampeonato de 2003 le permitió clasificarse para la Copa Merconorte de Fútbol Sala de 2004. 
La Copa Merconorte 2004, se desarrolló en Quito, Ecuador; entre el 16 y 22 de agosto. El sorteo preliminar puso a Kansas en el Grupo B junto a ASCUN (Colombia), Deportivo Manabí (Ecuador) y La única (Venezuela).  Luego de obtener dos victorias y una derrota, el club terminó en la segunda posición y se clasificó para las semifinales. En semifinales eliminó a CUN (Colombia, 1.º del Grupo A) por penales y posteriormente venció a Samanes de Aragua (Venezuela, 2.º del Grupo A). De esa manera el club se proclamó campeón y se clasificó para la final de la Copa Libertadores de fútbol sala. Además Edson Cáceres y Juan Carlos Soto fueron premiados como mejor portero y goleador.
Por aquellos años, la Copa Libertadores de Fútbol Sala era un torneo de una sola llave que enfrentaba al campeón de la Copa Merconorte  y Mercosur. La final se desarrolló en Lima, los días 18 y 19 de diciembre, en el Coliseo Polideportivo de la Pontificia Universidad Católica del Perú. En ella Kansas fue derrotado por Malwee/jaragua (Brasil, campeón de la Copa Mercosur).
En el plano local, el club consiguió su primer título nacional al ganar la División de Honor, luego de vencer a Deportivo La Sonora en la final. El campeonato el permitió clasificarse a la Copa Merconorte 2005.
La Copa Merconorte 2005, que había cambiado de formato —se incluyó a Brasil en la zona norte—, se desarrolló en Lima; entre el 24 y 30 de octubre. El sorteo ubicó al club en el Grupo A junto a Oro Agua (Ecuador), Impresores Calderón (Colombia), Servi Sport (Venezuela) y Carlos Barbosa (Brasil). Luego de una victoria y tres derrotas, el club terminó  en la cuarta posición y quedó eliminado de la competición. Por otra parte, en el plano local, ese 2005, se cerró sin logros significativos para Kansas.
En la temporada 2006 el club consiguió su segundo título en la División de Honor y además se volvió a clasificar para la Copa Libertadores de fútbol sala; sin embargo, debido a problemas administrativos, el club no participó de ningún torneo en la temporada 2007. Luego de ese año, la institución desapareció y no participó nunca más en alguna liga de fútbol sala.

## Participación en torneos internacionales
Deportivo Kansas ha participado dos veces de la Copa Libertadores de Fútbol Sala en las temporadas 2004 y 2005. En 2004, junto a Deportivo La Sonora, fue uno de los dos primeros clubes peruanos en formar parte de un torneo internacional. 
Su participación más destacada la consiguió en la temporada 2004, como debutante,  al ganar la Copa Merconorte y clasificarse para la final de la Copa Libertadores donde sería finalmente derrotado por Malwee/jaragua (Brasil). Hoy en día sigue siendo el único club peruano que ha jugado una final de Copa Libertadores.
| Club             | PJ | PG | PE | PP | GF | GC | DG  | Pts. |
| ---------------- | -- | -- | -- | -- | -- | -- | --- | ---- |
| Deportivo Kansas | 11 | 4  | 1  | 6  | 47 | 67 | –20 | 13   |

| \| N.° \| Sede \| Ronda \| Partidos \| Partidos \| Partidos \| Pos. \| Pts. \| Estado \| \| --------------- \| ------------------------------------- \| -------------------------------------------- \| ------------------------------------- \| ------------------------------------- \| ------------------------------------- \| ------------------------------------------------------------------------------ \| ------------------------------------------------------------------------------ \| ------------------------------------------------------------------------------ \| \| \| \| \| \| \| \| \| \| \| \| 1 \| Copa Libertadores de fútbol sala 2004 \| Copa Libertadores de fútbol sala 2004 \| Copa Libertadores de fútbol sala 2004 \| Copa Libertadores de fútbol sala 2004 \| Copa Libertadores de fútbol sala 2004 \| Copa Libertadores de fútbol sala 2004 \| Copa Libertadores de fútbol sala 2004 \| Copa Libertadores de fútbol sala 2004 \| \| Quito, Ecuador. \| Quito, Ecuador. \| Copa Merconorte: Fase de grupos: Grupo B[11] \| Deportivo Kansas \| 4 – 2 \| Deportivo Manabí \| 2.º \| 6 \| Clasificado a semifinales \| \| Quito, Ecuador. \| Quito, Ecuador. \| Copa Merconorte: Fase de grupos: Grupo B[11] \| Deportivo Kansas \| 11 – 4 \| La única \| 2.º \| 6 \| Clasificado a semifinales \| \| Quito, Ecuador. \| Quito, Ecuador. \| Copa Merconorte: Fase de grupos: Grupo B[11] \| Deportivo Kansas \| 1 – 3 \| ASCUN \| 2.º \| 6 \| Clasificado a semifinales \| \| Quito, Ecuador. \| Quito, Ecuador. \| Copa Merconorte: Semifinales[11] \| Deportivo Kansas (pen.) \| 4 – 4 \| CUN \| Clasificado a la final \| Clasificado a la final \| Clasificado a la final \| \| Quito, Ecuador. \| Quito, Ecuador. \| Copa Merconorte: final[11] \| Deportivo Kansas \| 5 – 3 \| Samanés de Aragua \| Campeón de la Copa Merconorte (clasificado a la final de la Copa Libertadores) \| Campeón de la Copa Merconorte (clasificado a la final de la Copa Libertadores) \| Campeón de la Copa Merconorte (clasificado a la final de la Copa Libertadores) \| \| Lima, Perú \| Lima, Perú \| Copa Libertadores: final continental[11] \| Deportivo Kansas \| 6 – 13 \| Malwee/jaragua \| Subcampeón Copa Libertadores \| Subcampeón Copa Libertadores \| Subcampeón Copa Libertadores \| \| Lima, Perú \| Lima, Perú \| Copa Libertadores: final continental[11] \| Deportivo Kansas \| 1 – 8 \| Malwee/jaragua \| Subcampeón Copa Libertadores \| Subcampeón Copa Libertadores \| Subcampeón Copa Libertadores \| \| 2 \| Copa Libertadores de fútbol sala 2005 \| Copa Libertadores de fútbol sala 2005 \| Copa Libertadores de fútbol sala 2005 \| Copa Libertadores de fútbol sala 2005 \| Copa Libertadores de fútbol sala 2005 \| Copa Libertadores de fútbol sala 2005 \| Copa Libertadores de fútbol sala 2005 \| Copa Libertadores de fútbol sala 2005 \| \| Lima, Perú \| Lima, Perú \| Copa Merconorte: Fase de grupos: Grupo B[9] \| Deportivo Kansas \| 6 – 3 \| Oro Agua \| 4.º \| 3 \| Eliminado \| \| Lima, Perú \| Lima, Perú \| Copa Merconorte: Fase de grupos: Grupo B[9] \| Deportivo Kansas \| 2 – 6 \| Impresores Calderón \| 4.º \| 3 \| Eliminado \| \| Lima, Perú \| Lima, Perú \| Copa Merconorte: Fase de grupos: Grupo B[9] \| Deportivo Kansas \| 1 – 14 \| Carlos Barbosa \| 4.º \| 3 \| Eliminado \| \| Lima, Perú \| Lima, Perú \| Copa Merconorte: Fase de grupos: Grupo B[9] \| Deportivo Kansas \| 6 – 7 \| Servi Sport \| 4.º \| 3 \| Eliminado \| |                                       |                                          |                                       |                                       |                                       |                                                                                |                                                                                |                                                                                |
| N.° | Sede                                  | Ronda                                    | Partidos                              | Partidos                              | Partidos                              | Pos.                                                                           | Pts.                                                                           | Estado                                                                         |
| |                                       |                                          |                                       |                                       |                                       |                                                                                |                                                                                |                                                                                |
| 1 | Copa Libertadores de fútbol sala 2004 | Copa Libertadores de fútbol sala 2004    | Copa Libertadores de fútbol sala 2004 | Copa Libertadores de fútbol sala 2004 | Copa Libertadores de fútbol sala 2004 | Copa Libertadores de fútbol sala 2004                                          | Copa Libertadores de fútbol sala 2004                                          | Copa Libertadores de fútbol sala 2004                                          |
| Quito, Ecuador. | Quito, Ecuador.                       | Copa Merconorte: Fase de grupos: Grupo B | Deportivo Kansas                      | 4 – 2                                 | Deportivo Manabí                      | 2.º                                                                            | 6                                                                              | Clasificado a semifinales                                                      |
| Quito, Ecuador. | Quito, Ecuador.                       | Copa Merconorte: Fase de grupos: Grupo B | Deportivo Kansas                      | 11 – 4                                | La única                              | 2.º                                                                            | 6                                                                              | Clasificado a semifinales                                                      |
| Quito, Ecuador. | Quito, Ecuador.                       | Copa Merconorte: Fase de grupos: Grupo B | Deportivo Kansas                      | 1 – 3                                 | ASCUN                                 | 2.º                                                                            | 6                                                                              | Clasificado a semifinales                                                      |
| Quito, Ecuador. | Quito, Ecuador.                       | Copa Merconorte: Semifinales             | Deportivo Kansas (pen.)               | 4 – 4                                 | CUN                                   | Clasificado a la final                                                         | Clasificado a la final                                                         | Clasificado a la final                                                         |
| Quito, Ecuador. | Quito, Ecuador.                       | Copa Merconorte: final                   | Deportivo Kansas                      | 5 – 3                                 | Samanés de Aragua                     | Campeón de la Copa Merconorte (clasificado a la final de la Copa Libertadores) | Campeón de la Copa Merconorte (clasificado a la final de la Copa Libertadores) | Campeón de la Copa Merconorte (clasificado a la final de la Copa Libertadores) |
| Lima, Perú | Lima, Perú                            | Copa Libertadores: final continental     | Deportivo Kansas                      | 6 – 13                                | Malwee/jaragua                        | Subcampeón Copa Libertadores                                                   | Subcampeón Copa Libertadores                                                   | Subcampeón Copa Libertadores                                                   |
| Lima, Perú | Lima, Perú                            | Copa Libertadores: final continental     | Deportivo Kansas                      | 1 – 8                                 | Malwee/jaragua                        | Subcampeón Copa Libertadores                                                   | Subcampeón Copa Libertadores                                                   | Subcampeón Copa Libertadores                                                   |
| 2 | Copa Libertadores de fútbol sala 2005 | Copa Libertadores de fútbol sala 2005    | Copa Libertadores de fútbol sala 2005 | Copa Libertadores de fútbol sala 2005 | Copa Libertadores de fútbol sala 2005 | Copa Libertadores de fútbol sala 2005                                          | Copa Libertadores de fútbol sala 2005                                          | Copa Libertadores de fútbol sala 2005                                          |
| Lima, Perú | Lima, Perú                            | Copa Merconorte: Fase de grupos: Grupo B | Deportivo Kansas                      | 6 – 3                                 | Oro Agua                              | 4.º                                                                            | 3                                                                              | Eliminado                                                                      |
| Lima, Perú | Lima, Perú                            | Copa Merconorte: Fase de grupos: Grupo B | Deportivo Kansas                      | 2 – 6                                 | Impresores Calderón                   | 4.º                                                                            | 3                                                                              | Eliminado                                                                      |
| Lima, Perú | Lima, Perú                            | Copa Merconorte: Fase de grupos: Grupo B | Deportivo Kansas                      | 1 – 14                                | Carlos Barbosa                        | 4.º                                                                            | 3                                                                              | Eliminado                                                                      |
| Lima, Perú | Lima, Perú                            | Copa Merconorte: Fase de grupos: Grupo B | Deportivo Kansas                      | 6 – 7                                 | Servi Sport                           | 4.º                                                                            | 3                                                                              | Eliminado                                                                      |

## Resumen general de las temporadas

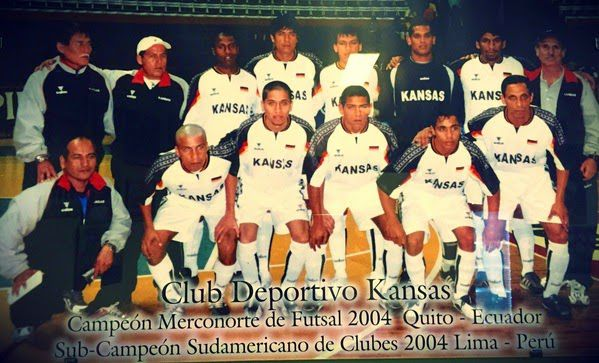
Fotografía del plantel de Deportivo Kansas campeón de Copa Merconorte 2004

| Temporada | División de Honor | Copa Merconorte de Fútbol Sala | Copa Libertadores de Fútbol Sala |
| --------- | ----------------- | ------------------------------ | -------------------------------- |
| 2003      | Subcampeón        | No se clasificó                | No se clasificó                  |
| 2004      | Campeón           | Campeón                        | Subcampeón                       |
| 2005      | Desconocido.      | Fase de grupos                 | Copa Merconorte: Fase de grupos  |
| 2006      | Campeón           | No participó                   | No participó                     |

## Palmarés

### Torneos nacionales (2)
| Competición                           | Títulos     | Subtítulos |
| ------------------------------------- | ----------- | ---------- |
| Primera División de Fútbol Sala (2/1) | 2004, 2006. | 2003.      |

### Torneos internacionales
| Competición                            | Títulos | Subtítulos |
| -------------------------------------- | ------- | ---------- |
| Copa Libertadores de Fútbol Sala (0/1) |         | 2004.      |

- Copa Merconorte de Fútbol Sala (1): 2004.